# 张充和
張充和（1913年5月17日—2015年6月17日），祖籍安徽合肥，生於上海，作家、書法家。

## 生平
張充和父親是近代教育家張武齡，母親陸英。9歲時，師從朱謨欽，學古文、書法。1934年，入讀北京大學中文系。1930年代起，活躍於文壇，曾於報刊發表詩歌、散文、小說。抗戰爆發，前往重慶，供職教育部音樂委員會，從事古典音樂和崑曲曲譜研究，師從書法家沈尹默。勝利後，在北京大學教授崑曲及書法。嫁“老實、靠得住”的德裔美籍漢學家傅漢思，並1949年1月赴美定居，在美國加州大學圖書館工作。1962年傅漢思受耶魯大學東亞系聘為教授，張充和則於同校美術學院講授中國書法。文化大革命结束后，1979年重返故乡苏州拜访，1985年退休。1986年在北京参观纪念汤显祖逝世370年话剧演出。2003年，丈夫傅汉思逝世。2004年秋季，在北京开个人画展。
2015年6月17日在美国纽黑文逝世，享年101岁。

## 著作
- 代表作品《桃花鱼》

## 延伸阅读
- 金, 安平. . 生活·读书·新知三联书店. 2007  [2016-07-05]. ISBN 978-7-1080-2779-5. （原始内容存档于2019-05-20）.